# Безрук, Павел Фёдорович
Павел Федорович Безрук (укр. Павло Федорович Безрук; 5 января 1925 — неизвестно) — советский украинский государственный и партийный деятель. Депутат Верховного Совета Украинской ССР VII—VIII созывов. Депутат Верховного Совета СССР IX  созыва. Член ЦК КП Украины (1976—1981).

## Биография
В 1945—1958 г. — участковый агроном, старший агроном, директор Снятынской машинно-тракторной станции (МТС). Окончил Мелитопольский институт механизации сельского хозяйства.
В 1949 году стал членом ВКП(б).
В 1958—1962 г. — 1-й секретарь районного комитета КПУ Станиславской области. В 1962—1963 г. — начальник районного производственного совхозно-колхозного управления Ивано-Франковской области.
В августе 1963 — ноябре 1973 г. — 2-й секретарь Ивано-Франковского областного комитета КПУ.
В ноябре 1973 — 4 октября 1978 г. — 1-й секретарь Ивано-Франковского областного комитета КПУ.

## Ссылка
- Справочник по истории Коммунистической партии и Советского Союза 1898—1991